# Henri Troyat

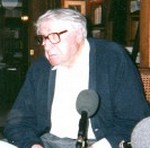
Henri Troyat

Henri Troyat (eigentlich Lew Aslanowitsch Tarassow, russisch Лев Асланович Тарасов, beziehungsweise Levon Aslan Torossian, armenisch Լևոն Ասլան Թորոսյան; * 1. November 1911 in Moskau; † 2. März 2007 in Paris) war ein französischer Schriftsteller.

## Leben und Schaffen
Henri Troyat (wie er sich auf Rat seines ersten Verlegers mit 24 benannte) stammte aus einer gutsituierten Moskauer Kaufmannsfamilie armenischer Herkunft. Früh schon lernte er dank eines Schweizer Kindermädchens Französisch. Während der Oktoberrevolution floh die Familie zunächst auf die Krim und später über Istanbul und Venedig nach Paris. Als sie sich dort 1920 niederließ, hatte die Familie ihren Besitz weitgehend verloren. Seine Gymnasialzeit absolvierte Troyat am Lycée Pasteur im Pariser Vorort Neuilly-sur-Seine. Ein anschließendes Studium der Rechtswissenschaften beendete er mit der ersten Abschlussprüfung, der Licence. Danach wurde er Angestellter bei der Verwaltung des Départements Seine, betrieb aber zugleich die Schriftstellerei weiter, die er als Student begonnen hatte.
Mit 24 wurde er Erfolgsautor, als er für seinen ersten Roman mit dem Titel Faux-Jour den „Prix populiste“ erhielt. Mit knapp 27 (1938) bekam er für seinen fünften Roman, L’Araigne (dt. Die Giftspinne), den Prix Goncourt, den begehrtesten Literaturpreis Frankreichs. Hiernach wechselte er das Genre und verfasste eine erste Biografie, die von Dostojewski (1940). Diesen Wechsel zwischen Romanen und Biografien behielt er in der Folge bei. Seinen letzten Roman, La Traque, schrieb er im Alter von 94 Jahren. Insgesamt kam er auf gut hundert Titel, die oft Auflagen in Millionenhöhe erreichten. Am Umfang seines Werkes gemessen war er einer der fruchtbarsten französischen Autoren seiner Generation.
2003 wurden er und sein Verlag Flammarion wegen Plagiats zu 45.000 Euro Schadenersatz verurteilt. Troyat hatte sich für seine Biografie von Juliette Drouet, der langjährigen Lebensgefährtin Victor Hugos, allzu freizügig bei einer 1997 erschienenen Biografie der Autoren Gérard Pouchain und Robert Sabourin bedient.
In seinen Romanen stellt Troyat, obwohl er nie – auch nicht zu Reisen – nach Russland zurückkehrte, meist russische Geschichte und russische Verhältnisse dar. Im deutschen Sprachraum wurde er vor allem durch seine Biographien bekannt, unter anderem die über Dostojewski, Puschkin (1946), Tolstoi (1965), Katharina die Große (1977), Peter den Großen (1979), Tschechow (1984) und Rasputin (1996).
1959 wurde Troyat in die Académie Française gewählt, obwohl die universitäre Literaturkritik und tonangebende Intellektuelle ihn als eher anspruchslosen Autor einstuften. Er selbst leistete diesem Image Vorschub, indem er sich mehr als „Geschichtenerzähler auf dem Marktplatz“ verstand, denn als jemand, der dem Leser eine philosophische oder politische Botschaft zu übermitteln versucht.

## Auszeichnungen
- 1936: Prix populiste für Faux Jour
- 1938: Prix Goncourt für L’Araigne (dt. Die Giftspinne)
- 1978: Prix des Ambassadeurs für Catherine la Grande
- 2005: Komtur der Ehrenlegion
- Komtur des französischen Nationalverdienstordens
- Komtur des Ordre des Arts et des Lettres

## Werke (Auswahl)

### Romane
- Faux jour, 1935
- Le Vivier, 1935
- Grandeur nature, 1936
- La Clef de voûte, 1937
- L’Araigne, 1938 (dt. Die Giftspinne, 1950)
- La Fosse commune, 1939
- Judith Madrier, 1940
- Le Jugement de Dieu, 1941
- Le Mort saisit le vif, 1942 (dt. Ein Toter greift in das Leben, 1949)
- Le Signe du taureau, 1945
- Du Philanthrope à la Rouquine, 1945 (dt. Ein Geschäft mit Pilatus, 1960)
- Tant que la terre durera, 1947 (dt. Solange die Welt besteht, 1952)
- Le Sac et la Cendre, 1948
- Étrangers sur la terre, 1950 (dt. Fremde auf Erden, mit Le Sac et la Cendre, 1953)
- La Neige en deuil, 1952 (dt. Der Berg der Versuchung, 1954; verfilmt als: The Mountain 1956).
- Les Semailles et les Moissons, 1953 (dt. Vor dem Sturm, 1955)
- Amélie, 1955 (dt. Amelie, 1956)
- Tendre et violente Elisabeth, 1957 (dt. Zärtliche wilde Elisabeth, 1960)
- La Rencontre, 1958 (dt. Die Begegnung, 1961)
- La lumière des justes (Romanzyklus):
  - Les Compagnons du Coquelicot, 1959 (dt. Die Brüder vom roten Mohn, 1960)
  - La Barynia, 1960 (dt. Die Herrin von Kaschtanowka, 1961)
  - La Gloire des vaincus, 1961 (dt. Der Ruhm der Besiegten, 1962)
  - Les Dames de Sibérie, 1962 (dt. Die Damen von Sibirien, 1963)
  - Sophie ou la Fin des combats, 1963
- Une extrême amitié, 1963 (dt. Eine sonderbare Freundschaft, 1967)
- Le Geste d’Eve, 1964 (dt. Der Apfel Evas, 1967)
- Les Eygletière, 1965 (dt. Und bauten den Kindern kein Haus, 1966)
- La Faim des lionceaux, 1966 (dt. Auf ihren eigenen Wegen, 1967)
- La Malandre, 1967 (dt. Wie Spreu im Wind, 1968)
- Les Héritiers de l’Avenir, 1968 (dt. Die Erben der Zukunft, 1972)
- Grimbosq, 1976 (dt. Der Architekt des Zaren, 1977)
- Le Front dans les nuages, 1976 (dt. Kopf in den Wolken, 1979)
- Le Prisonnier n°1, 1978 (dt. Der Auserwählte, 1980)
- La Gouvernante française, 1989 (dt. Der Sommer in Petersburg, 1991)
- La Femme de David, 1990 (dt. Der Schwur der Horatier. Das Leben des Malers Jacques Louis David in den Aufzeichnungen seiner Frau, 1993)
- Votre très humble et très obéissant serviteur, 1996 (dt. Ihr sehr ergebener Diener. Ein Leben am Hofe der Zarin Katharina II., 1997)
- L’Affaire Crémonnière, 1997 (dt. Die Affäre Crémonnière, 1998)

### Theaterstücke
- Les Vivants, 1946 (dt. Die Lebenden, 1946)
- Sébastien, 1949

### Biografien
- Pouchkine, 1946 (dt. Puschkin, 1959)
- Dostoievski, 1940 (dt. Dostojewsky, 1964)
- L’étrange destin de Lermontov, 1952
- Tolstoi, 1965 (dt. Tolstoi oder Die Flucht in die Wahrheit bzw. Tolstoi. Widerspruch eines Lebens, 1966)
- Gogol, 1971
- Catherine la Grande, 1977 (dt. Die große Katharina, 1980)
- Pierre le Grand, 1979 (dt. Peter der Große, 1981)
- Alexandre premier, 1981
- Ivan le Terrible, 1982 (dt. Iwan der Schreckliche, 1987)
- Tchekhov, 1984 (dt. Tschechow. Leben und Werk, 1987)
- Tourgueniev, 1985
- Gorki, 1986 (dt. Gorki. Sturmvogel der Revolution, 1987)
- Flaubert, 1988
- Maupassant, 1989
- Alexandre II, 1990 (dt. Zar Alexander II., 1991)
- Nicolas II, 1991 (dt. Nikolaus II. Der letzte Zar, 1992)
- Zola, 1992
- Verlaine, 1993
- Baudelaire, 1994
- Balzac, 1995
- Raspoutine, 1996 (dt. Rasputin, 1998)
- Juliette Drouet, 1997
- Terribles Tsarines, 1998 (über Katharina I., Anna Iwanowna, Anna Leopoldowna, Elisabeth I.)
- Les Turbulences d’une grande famille, 1998 (über die Familie Lebaudy)
- Nicolas Ier, 1999
- Marina Tsvetaeva. L’éternelle insurgée, 2001
- Paul Ier, le tsar mal aimé, 2002
- La baronne et le musicien, Madame von Meck et Tchaïkovski, 2004
- Alexandre III. Le tsar des neiges, 2004
- Alexandre Dumas. Le cinquième mousquetaire, 2005
- Pasternak, 2006

### Sonstige Veröffentlichungen
- Les ponts de Paris, illustré d’aquarelles, 1946.
- La case de l’Oncle Sam, 1948. (dt. Onkel Sams Hütte, 1951)
- De gratte-ciel en cocotier, 1955. (dt. Macumba. Auf den Straßen der Conquistadoren, 1958)
- Sainte Russie, souvenirs et réflexions suivi de l’Assassinat d’Alexandre II, 1956.
- Le Fauteuil de Claude Farrère, discours à l’Académie française, 1959.
- La vie quotidienne en Russie au temps du dernier tsar, 1959.
  - dt. So lebten die Russen zur Zeit des letzten Zaren, Deutsche Verlags-Anstalt, München 1960.
- Naissance d’une dauphine, 1960.
- Un si long chemin, 1976.

## Sonstiges
Dem in Troyats Roman La Neige en deuil aus dem Jahr 1952 beschriebenen Absturz eines Flugzeugs an einem Berg liegt eine wahre Begebenheit zu Grunde, nämlich die Kollision eines indischen Verkehrsflugzeuges mit dem Namen „Malabar Princess“ bei Air-India-Flug 245 am 3. November 1950 im Landeanflug auf Genf mit dem Mont-Blanc-Vorgipfel Rocher de la Tournette bei stürmischem Wetter und schlechter Sicht, wobei alle 48 Personen an Bord ums Leben kamen. Troyats Roman wiederum war die Grundlage für den US-amerikanischen Spielfilm „Der Berg der Versuchung“ aus dem Jahr 1956 mit Spencer Tracy und Robert Wagner in den Hauptrollen.